# Adriano Russo
Adriano Russo (Napoli, 6 giugno 1987) è un ex calciatore italiano, di ruolo difensore.

## Biografia
Terminata la carriera sportiva, nell'ottobre 2020 ha aperto una pizzeria nel centro di Frosinone, chiamata “Matusa” in onore del vecchio stadio del Frosinone.

## Caratteristiche tecniche
Difensore centrale di piede destro, agile, tecnico e bravo negli anticipi.

## Carriera
Muove i suoi primi passi nelle giovanili del Siena. Il 5 agosto 2013 viene tesserato dal Frosinone. Archiviata la promozione in Serie B, esordisce nella serie cadetta il 30 agosto contro il Brescia. Il 16 maggio 2015 il Frosinone ottiene – con una giornata d'anticipo – la sua prima storica promozione nella massima serie. Esordisce in Serie A il 23 agosto 2015 contro il Torino. Il 17 aprile mette a segno la sua prima rete in Serie A in Verona-Frosinone (1-2).
Il 14 agosto 2018 rescinde consensualmente il proprio contratto. Dopo alcuni mesi di inattività, il 14 gennaio 2019 si accorda con il Voluntari nel campionato rumeno, dove gioca sei mesi prima di ritirarsi all'età di 32 anni.

## Statistiche

### Presenze e reti nei club
| Stagione          | Squadra           | Campionato        | Campionato | Campionato | Coppe nazionali | Coppe nazionali | Coppe nazionali | Coppe continentali | Coppe continentali | Coppe continentali | Altre coppe | Altre coppe | Altre coppe | Totale | Totale |
| Stagione          | Squadra           | Comp              | Pres       | Reti       | Comp            | Pres            | Reti            | Comp               | Pres               | Reti               | Comp        | Pres        | Reti        | Pres   | Reti   |
| ----------------- | ----------------- | ----------------- | ---------- | ---------- | --------------- | --------------- | --------------- | ------------------ | ------------------ | ------------------ | ----------- | ----------- | ----------- | ------ | ------ |
| 2007-2008         | Massese           | C1                | 15         | 0          | CI-C            | 0               | 0               | -                  | -                  | -                  | -           | -           | -           | 15     | 0      |
| 2008-2009         | Colligiana        | 2D                | 9          | 0          | CI-LP           | 0               | 0               | -                  | -                  | -                  | -           | -           | -           | 9      | 0      |
| 2009-gen. 2010    | Colligiana        | 2D                | 13         | 0          | CI-LP           | 0               | 0               | -                  | -                  | -                  | -           | -           | -           | 13     | 0      |
| Totale Colligiana | Totale Colligiana | Totale Colligiana | 22         | 0          |                 | 0               | 0               |                    | -                  | -                  |             | -           | -           | 22     | 0      |
| gen.-giu. 2010    | Vico Equense      | 2D                | 12+2       | 0          | CI-LP           | -               | -               | -                  | -                  | -                  | -           | -           | -           | 14     | 0      |
| 2010-2011         | Todi              | D                 | 21         | 2          | CI-D            | 0               | 0               | -                  | -                  | -                  | -           | -           | -           | 21     | 2      |
| 2011-2012         | Perugia           | 2D                | 25         | 2          | CI-LP           | 0               | 0               | -                  | -                  | -                  | SdL-2D      | 1           | 0           | 26     | 2      |
| 2012-2013         | Perugia           | 1D                | 21+2       | 0          | CI+CI-LP        | 2+2             | 0               | -                  | -                  | -                  | -           | -           | -           | 27     | 0      |
| Totale Perugia    | Totale Perugia    | Totale Perugia    | 46+2       | 2          |                 | 4               | 0               |                    | -                  | -                  |             | 1           | 0           | 53     | 2      |
| 2013-2014         | Frosinone         | 1D                | 24         | 0          | CI+CI-LP        | 1+1             | 0               | -                  | -                  | -                  | -           | -           | -           | 26     | 0      |
| 2014-2015         | Frosinone         | B                 | 23         | 0          | CI              | 1               | 0               | -                  | -                  | -                  | -           | -           | -           | 24     | 0      |
| 2015-2016         | Frosinone         | A                 | 10         | 1          | CI              | 1               | 0               | -                  | -                  | -                  | -           | -           | -           | 11     | 1      |
| 2016-2017         | Frosinone         | B                 | 8          | 1          | CI              | 2               | 0               | -                  | -                  | -                  | -           | -           | -           | 10     | 1      |
| 2017-2018         | Frosinone         | B                 | 6          | 0          | CI              | 0               | 0               | -                  | -                  | -                  | -           | -           | -           | 6      | 0      |
| Totale Frosinone  | Totale Frosinone  | Totale Frosinone  | 71         | 2          |                 | 6               | 0               |                    | -                  | -                  |             | -           | -           | 77     | 2      |
| gen.-giu. 2019    | Voluntari         | L1                | 1+5        | 0          | CR              | -               | -               | -                  | -                  | -                  | -           | -           | -           | 6      | 0      |
| Totale carriera   | Totale carriera   | Totale carriera   | 197        | 6          |                 | 10              | 0               |                    | -                  | -                  |             | 1           | 0           | 208    | 6      |

## Palmarès

### Club

#### Competizioni nazionali
- Lega Pro Seconda Divisione: 1

Perugia: 2011-2012 (Girone B)
- Supercoppa di Lega di Seconda Divisione: 1

Perugia: 2012